# Tituly a vyznamenání Leopolda II. Belgického

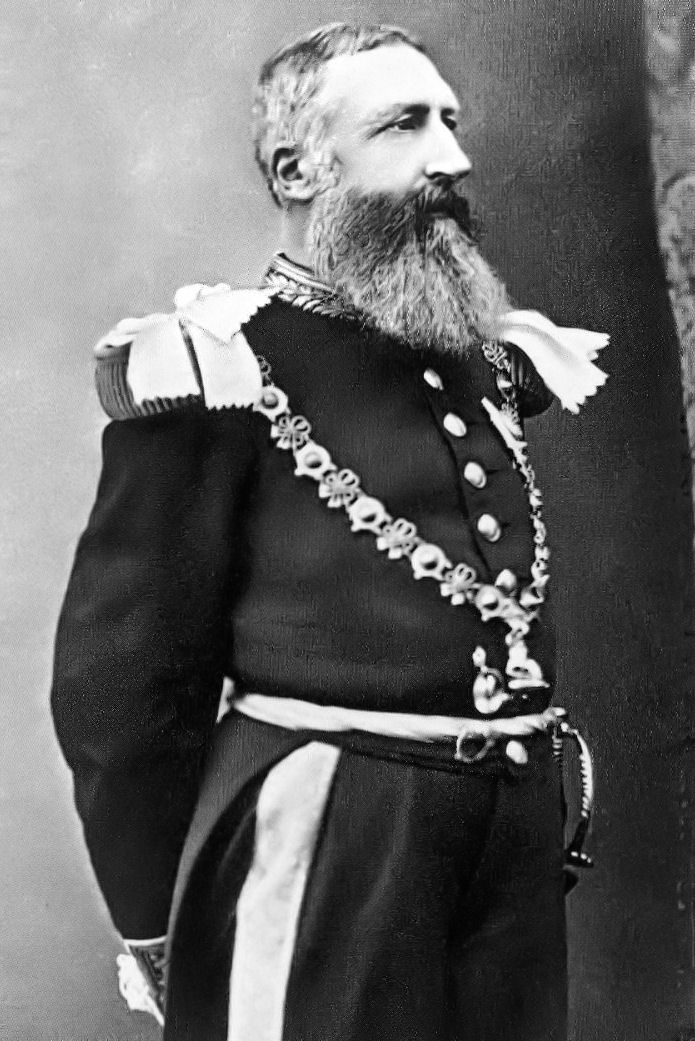
Leopold II. jako rytíř Podvazkového řádu

Leopold II. Belgický před nástupem na trůn i během své vlády obdržel řadu titulů a vyznamenání. Jako král Belgičanů byl také velmistrem belgických řádů, z nichž čtyři sám založil.

## Tituly

### Belgie
- 9. dubna 1835 – 16. prosince 1840: Jeho královská Výsost korunní princ belgický, princ sasko-kobursko-gothajský, vévoda saský
- 16. prosince 1840 – 17. prosince 1865: Jeho královská Výsost vévoda brabantský, princ sasko-kobursko-gothajský, vévoda saský
- 17. prosince 1865 – 17. prosince 1909: Jeho Veličenstvo král Belgičanů

### Svobodný stát Kongo

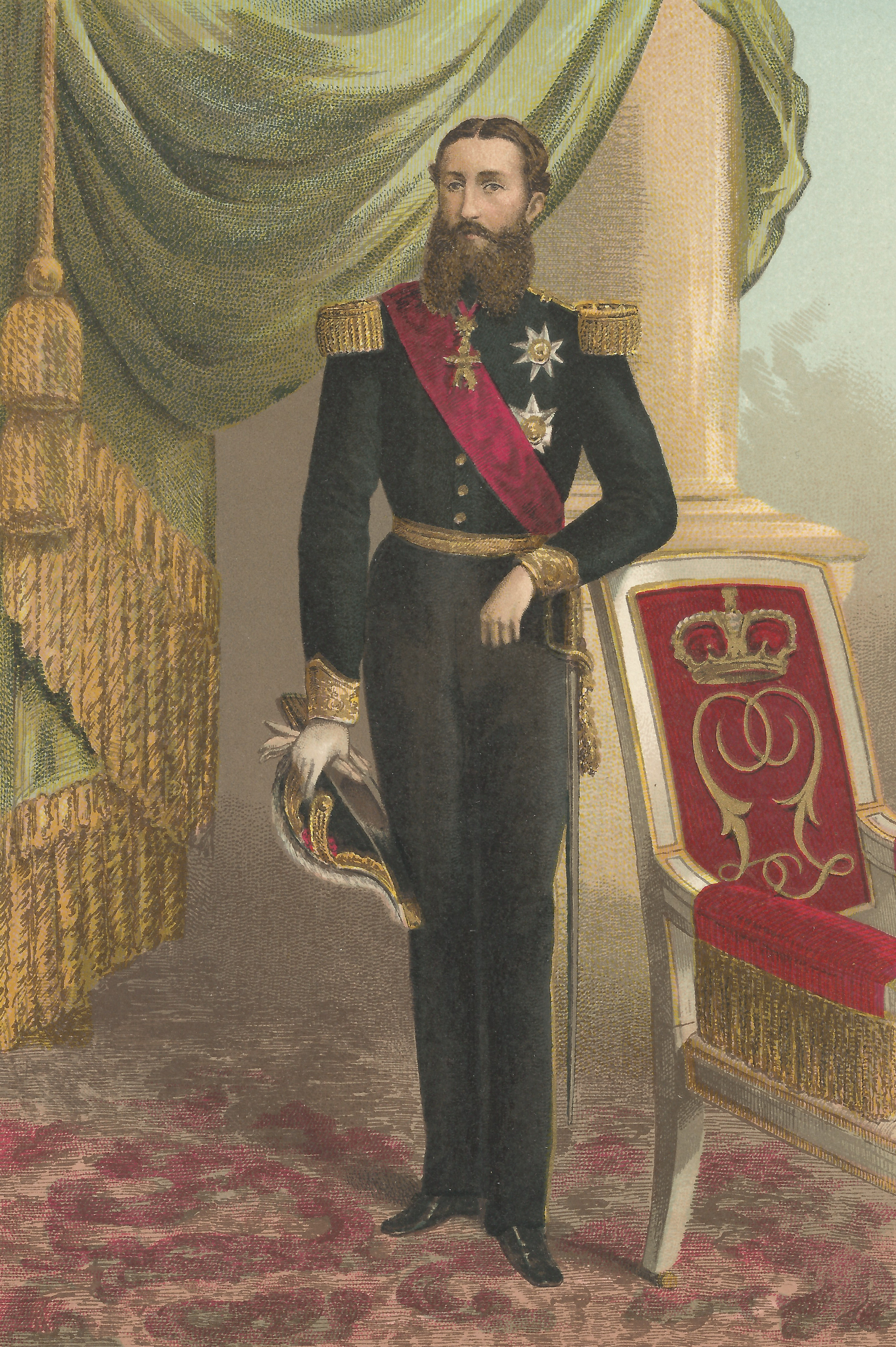
Leopold II. Belgický

- 1. července 1885 – 15. listopadu 1908: Jeho jasná výsost vládce Svobodného státu Kongo[1]

## Vyznamenání

### Belgická vyznamenání

#### Velmistr řádů
Během své vlády byl velmistrem belgických řádů. Čtyři řády – Řád Leopolda II., Řád koruny, Královský řád lva a Řád africké hvězdy – sám založil.
- Řád Leopolda 17. prosince 1865 – 17. prosince 1909
- Řád Leopolda II. 24. srpna 1900 – 17. prosince 1909
- Řád koruny 15. října 1897 – 17. prosince 1909
- Královský řád lva 9. dubna 1891 – 17. prosince 1909
- Řád africké hvězdy 10. října 1908 – 17. prosince 1909

#### Osobní belgická vyznamenání

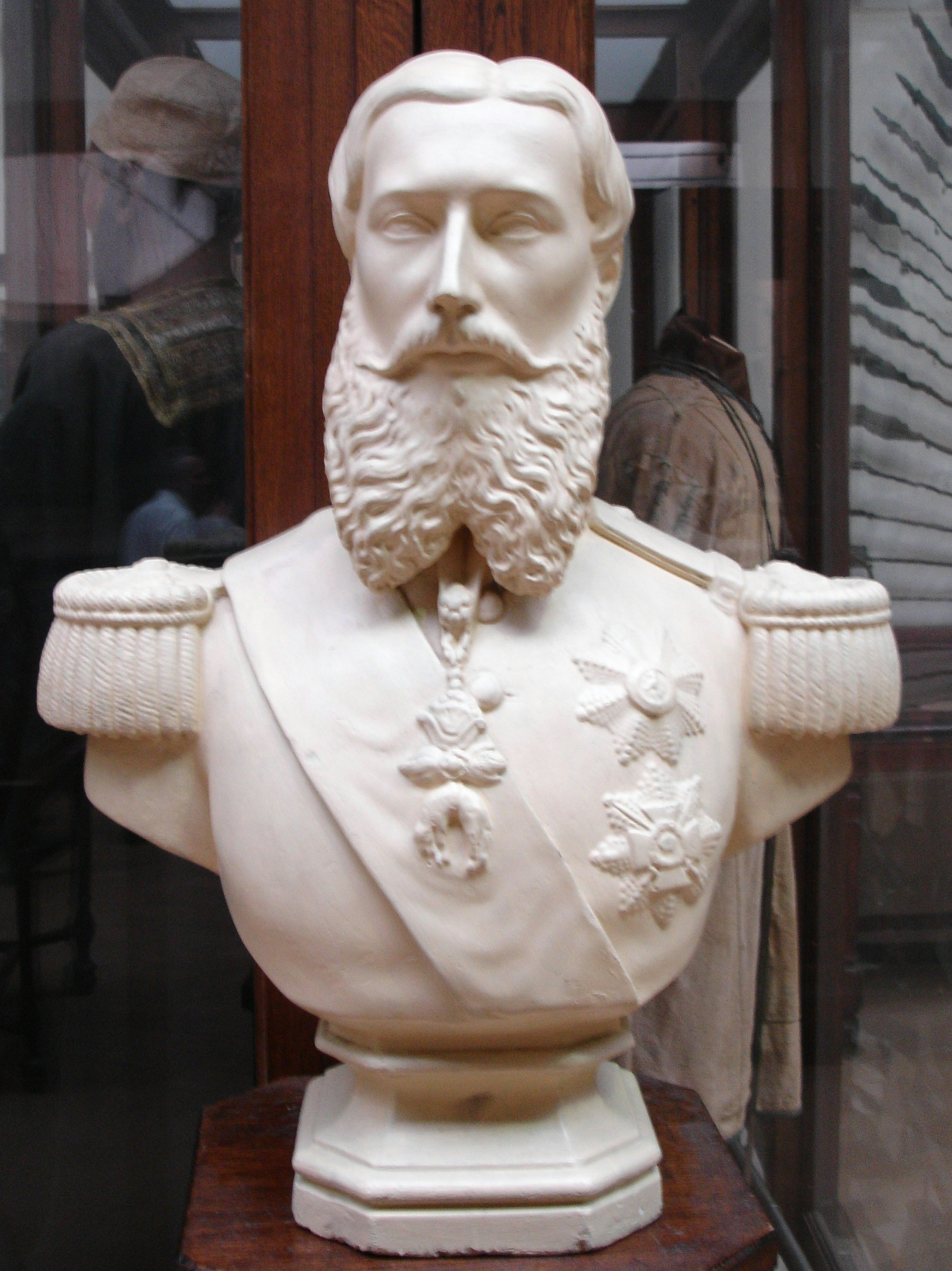
Busta Leopolda II. s Řádem zlatého rouna kolem krku

Erb Leopolda II. Belgického jakožto rytíře Řádu zlatého rouna

- velkokříž Řádu Leopolda – 9. dubna 1953[2]
- Vojenský kříž

### Zahraniční vyznamenání
Zahraniční vyznamenání, která během svého života obdržel Leopold II.
- Anhaltské vévodství
  -  velkokříž Domácího řádu Albrechta Medvěda – 1874[4]
- Bádenské velkovévodství
  -  rytíř Domácího řádu věrnosti – 1862[5]
  -  velkokříž Řádu zähringenského lva – 1862[5]
- Bavorské království
  -  rytíř Řádu svatého Huberta – 1853[6][7]
- Brazilské císařství
  -  velkokříž Císařského řádu kříže – 19. dubna 1866
  -  velkokříž Císařského řádu Petra I. – 2. října 1872
- Čching
  -  Řád dvojitého draka I. třídy – 21. dubna 1899
- Dánsko
  -  rytíř Řádu slona – 9. ledna 1866[6][8]
- Ernestinská vévodství
  -  velkokříž Vévodského sasko-ernestiského domácího řádu – 1853[9]
- Etiopské císařství
  -  velkokříž Řádu Šalomounovy pečeti – 29. května 1907
- Francie
  -  velkokříž Řádu čestné legie – 12. února 1854
- Hannoverské království
  -  rytíř Řádu svatého Jiří – 1858[10]
- Havajské království
  -  velkokříž Královského řádu Kamehamehy I. – 10. března 1881
- Hesenské velkovévodství
  -  velkokříž Řádu Ludvíkova – 10. prosince 1865[11]
- Japonsko
  -  velkokříž s řetězem Řádu chryzantémy – 1877
- Kádžárovci
  -  velkokříž Řádu lva a slunce – 1900
- Kambodža
  -  velkokříž Královského řádu Kambodže
- Libérie
  -  velkokříž Dobročinného řádu afrického osvobození – 1879
- Meklenbursko
  -  velkokříž Domácího řádu vendické koruny
  -  velkokříž Řádu gryfa
- Mexiko
  -  velkokříž Císařského řádu mexického orla – 1865
- Monako
  -  velkokříž Řádu svatého Karla
- Nizozemsko
  -  velkokříž Řádu nizozemského lva
- Království obojí Sicílie
  -  velkokříž Královského řádu obojí Sicílie
  -  velkokříž Řádu svatého Ferdinanda za zásluhy – 1855
- Oldenburské velkovévodství
  -  velkokříž Domácího a záslužného řádu vévody Petra Fridricha Ludvíka – 1. srpna 1856[12]
- Osmanská říše
  -  Řád Medžidie I. třídy – 1860
  -  Řád Osmanie I. třídy – 1862
- Portugalské království
  -  Stuha tří řádů
  -  velkokříž Řádu věže a meče – 6. září 1853[13]
- Pruské království
  -  rytíř Řádu černé orlice[6]
  -  velkokříž Řádu červené orlice
  -  velkokomtur Královského hohenzollernského domácího řádu – 1867
- Rakouské císařství
  -  975. rytíř Řádu zlatého rouna – 10. srpna 1853[6][14]
  -  velkokříž Císařského rakouského řádu Leopoldova
  -  velkokříž Královského uherského řádu svatého Štěpána – 1853[15]
  -  velkokříž Řádu železné koruny
  -  velkokříž Řádu Františka Josefa
- Rumunské království
  -  velkokříž s řetězem Řádu Karla I. – 1906[16]
- Ruské impérium
  -  rytíř Řádu svatého Ondřeje[6]
  -  rytíř Řádu svatého Alexandra Něvského
  -  rytíř Řádu Bílého orla
  -  Řád svaté Anny I. třídy
- Řecko
  -  velkokříž Řádu Spasitele
- San Marino
  -  velkokříž Řádu San Marina – 1860
- Sardinské království
  -  rytíř Řádu zvěstování – 14. května 1855[6]
  -  rytíř velkokříže Řádu svatého Mauricia a svatého Lazara – 1855
- Saské království
  -  rytíř Řádu routové koruny – 1844[17]
- Sasko-výmarsko-eisenašské vévodství
  -  velkokříž Řádu bílého sokola – 20. září 1854[18]
- Siam
  -  velkokříž Řádu bílého slona – 1869
  -  rytíř Řádu Mahá Čakrí – 9. září 1897[19]
- Spojené království
  -  748. rytíř Podvazkového řádu – 23. února 1866[6][20]
- Španělsko
  -  velkokříž Řádu Karla III. – 6. dubna 1863[21]
- Švédsko-norská unie
  -  rytíř Řádu Serafínů – 17. května 1852[6][22]
  -  velkokříž Řádu svatého Olafa – 13. července 1897
- Toskánské velkovévodství
  -  velkokříž Řádu svatého Josefa – 1853
  - Civilní a vojenský záslužný řád
- Venezuela
  -  velkokříž Řádu osvoboditele
- Württemberské království
  -  velkokříž Řádu württemberské koruny – 1864[23]